# 倫理研究所
一般社団法人倫理研究所（りんりけんきゅうしょ）は、丸山敏雄が設立した民間団体。1945年（昭和20年）9月3日創立。2013年（平成25年）9月2日一般社団法人となる。事業は多岐にわたるが、家庭、地域、企業活動を通じて日本を創造的に再生することをめざしている。会員組織として家庭倫理の会（一般対象）、倫理法人会（企業対象）、秋津書道会、しきなみ短歌会がある。

## 概要

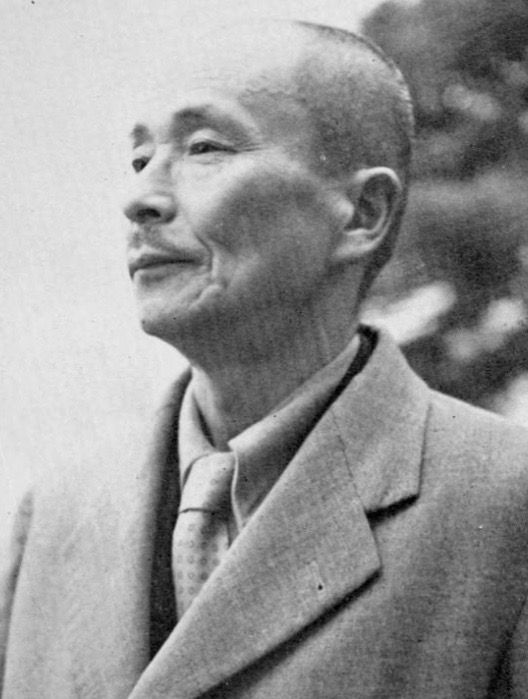
創始者の丸山敏雄

1945年、丸山敏雄によって設立された。現在の理事長は、丸山敏雄の孫の丸山敏秋。事業目的は「純粋倫理の研究並びに実践普及により、生活の改善、道義の昂揚、文化の発展を図り、もって民族の繁栄と人類の平和に資する」としている。主な事業活動は社会教育事業、研究事業、出版、広報事業、文化事業、地球倫理推進事業。
中国・台湾・アメリカ・ブラジルなどでも活動している。
定期刊行物として雑誌『新世』『倫理』や機関紙『倫研新報』を毎月発行。法人会員向けに『職場の教養』を発行している。
宗教社会学者の塚田穂高は、現在は、「日本創生」と「地球倫理の推進」を掲げ、「心直し」や「家族の大切さ」などを説いている、と述べている。
倫理研究所は自らを「宗教団体ではない」と規定している。しかし、倫理研究所のルーツは扶桑教の「ひとのみち教団」（現在のPL教団）にあることもまた自ら認めている。
日本の戦争責任問題について研究する関西大学講師の上杉聰は、倫理研究所について宗教右派に属するとしている。

## 歴史
出典: cf.; , 

### 前史
扶桑教の「ひとのみち教団」（現在のPL教団）に所属していた丸山敏雄は、天照大神や教育勅語の解釈をめぐって当局による弾圧を受け、1937年（昭和12年）4月、教団幹部として刑法の不敬罪により逮捕された。これを受け、特定の神を立てることが排他・独善性につながるとして、裁判の過程で、宗教や教団のあり方に対して距離を置くようになっていった、としている。

### 草創期
1945年（昭和20年）9月3日、丸山敏雄が論文「夫婦道」を執筆。翌1946年、『新世文化研究所』設立。1947年、機関誌『文化と家庭』（のち『新世』と改題）発刊。1948年、「万人幸福の栞」17則を定め、1949年に解説付きで発行。
1951年に「倫理研究所」と改称。その他、丸山敏雄が主張した「純粋倫理」という思想について、雑誌の街頭頒布や講座・講演会などを行っている。

### 沿革
出典: , 
- 1945年（昭和20年） 9月 - 倫理運動を創始
- 1946年（昭和21年）12月 - 新世文化研究所設立
- 1947年（昭和22年） 9月 - 新世会設立
- 1948年（昭和23年）10月 - 社団法人化
- 1951年（昭和26年）10月 - 新世会を倫理研究所へ改称
- 1966年（昭和41年） 3月 - 富士高原研修所開設
- 1980年（昭和55年） - 倫理法人会発足
- 2005年（平成17年） - 家庭倫理の会発足
- 2013年（平成25年） 9月 - 一般社団法人化

## 活動
- 地球倫理とは、丸山竹秋（まるやまたけあき、倫理研究所会長）が提唱した理念であり、 「地球倫理の推進」は、グローバルな視野に立って、地球をより美しく、快適に、調和のあるものにしていこうという活動。その一環として地球倫理推進賞を1998年に創設。青少年の健全育成、伝統芸能の継承、医療などの人道支援、環境保全や途上国での地域開発などの活動を5年以上続けてきた団体または個人を毎年公募し、顕彰している。[11][12][2]
- 第2回地球倫理推進賞を受賞した日本沙漠緑化実践協会との出会いを契機に、1999年より中国内蒙古自治区恩格貝クブチ沙漠で植林活動を毎年実施している。2015年までに緑化隊を57回派遣し32万5,161本を植林した。[2][13]　また、2015年より同自治区ウランブハ沙漠でも植林を開始した。[13]　2008年から毎年、メーデーの連休に、日中両国の大学生が参加した植林交流活動を実施している。[13]
- 1985年に中華人民共和国社会科学院と友好交流関係を結び、中華人民共和国の大学と学術交流を行っている。[13]
- 全国の小学生を対象とした「しきなみ子供短歌コンクール」を、2006年より実施している（後援：文部科学省、全国民間放送ラジオ局37社）。短歌作りを通じて国語力を培い、豊かな人間性を育成し、日本の伝統文化の継承に貢献していくというのが趣旨。[2]
- 過去に実施された保守系政治団体日本会議のイベントの受付において、倫理研究所を含む各種宗教団体別の受付窓口が設けられ、参加者を組織動員したこともあることが指摘されている[14]。
- 早川タダノリによれば、倫理研究所の在米組織が、ニューヨーク市などで活発に運動を展開し、「平和の碑（従軍慰安婦像）」の建設に反対するなどの「歴史戦」を積極的に担い、現地での動員源となっている[15]。
- 一般社団法人公益資本主義推進協議会のシンポジウムにたびたび協賛しており、同法人と交流が特に深い。詳しくは公益資本主義推進協議会参照。
- 地域の政財界人、実業家、企業経営者などを対象に、「経営者モーニングセミナー」という早朝の勉強会を開催している。「活力朝礼」と呼ばれる、大声を張り上げての朝礼や、「万人幸福の栞」の朗読、会員の講演などが行われている。

## 関連組織

### 家庭倫理の会
- 家庭倫理の会は、倫理運動の趣旨に賛同する個人会員による組織であり、会員数は16万1,449人としている[1][9]。
- 2005年（平成17年）に家庭倫理の会発足。「朝の集い」を「おはよう倫理塾」に改称した[5][9]。

### 倫理法人会
- 倫理法人会は、倫理運動の趣旨に賛同する法人会員による組織であり、会員企業数は全国で7万4,606社としている。（R5年7月現在）
- 1980年（昭和55年）、千葉県倫理法人会が設立されたのを皮切りに、全国各地に波及。現在、47の都道府県倫理法人会に加え、681ヵ所に市・区単位の倫理法人会がある[1][9]。

#### 主な会員
- 鴨頭嘉人（日本の講演家、YouTuber。自称「炎の講演家」,練馬区倫理法人会相談役[16]。